# Liste der Baudenkmale in Splietsdorf
In der Liste der Baudenkmale in Splietsdorf sind alle Baudenkmale der Gemeinde Splietsdorf im Landkreis Vorpommern-Rügen und ihrer Ortsteile aufgelistet. Grundlage ist die Denkmalliste des Landkreises Vorpommern-Rügen, Auszug aus der Kreisdenkmalliste vom Juli 2012 und Januar 2014.

## Holthof
| ID  | Lage              | Bezeichnung       | Beschreibung          | Bild              |
| --- | ----------------- | ----------------- | --------------------- | ----------------- |
| 474 | Holthof 9 (Karte) | Gutshaus mit Park | Gutshaus im Tudorstil | Gutshaus mit Park |

## Müggenwalde
| ID   | Lage                   | Bezeichnung                  | Beschreibung | Bild |
| ---- | ---------------------- | ---------------------------- | ------------ | ---- |
| 615A | Müggenwalde 27 (Karte) | ehemalige Schule/Wassermühle |              |      |
| 615B | (Karte)                | Steinbrücke                  |              |      |

## Quitzin
| ID  | Lage               | Bezeichnung                                                         | Beschreibung | Bild                       |
| --- | ------------------ | ------------------------------------------------------------------- | --- | -------------------------- |
| 814 | Friedhof (Karte)   | Kapelle mit Feldsteinmauer                                          | Schlosskapelle als verputzter Backsteinbau von 1614 mit Ostgiebel in Fachwerk; einjochiger Chor; Kirchenschiff mit verputzter Holztonne; Altaraufsatz aus Sandstein von 1616, Kanzel mit Renaissance-Schnitzarbeiten, Gestühl 18. Jh., Taufstein 19. Jh. | Kapelle mit Feldsteinmauer |
| 816 | Quitzin 14 (Karte) | Stallscheune                                                        | |                            |
| 815 | Quitzin 32 (Karte) | Schlossanlage (Schloss, 2 Kavaliershäuser, Park und Feldsteinmauer) | 3-gesch., 5-achsiger Putzbau im Kern von um 1607 im Stil der Backsteinrenaissance auf Vorgängerbau vom 13. Jh.; hofseitiger Mittelrisalit von 1723; Umbau zum barocken Jagdschloss von 1723 mit Mansarddach; seit 1990 saniert                           | Weitere Bilder             |

## Vorland
| ID   | Lage                | Bezeichnung                                                                                           | Beschreibung | Bild                           |
| ---- | ------------------- | --- | --- | ------------------------------ |
| 1162 | Am Friedhof (Karte) | Kriegerdenkmal 1./2. Weltkrieg                                                                        | Der Findling steht an der südwestlichen Grenze des Kirchfriedhofs der Kirche. | Kriegerdenkmal 1./2. Weltkrieg |
| 1160 | Vorland 14 (Karte)  | Katen                                                                                                 | Eingeschossiges Bauwerk aus Fachwerk mit Krüppelwalmdach | Katen                          |
| 1161 | (Karte)             | Kirche mit Friedhof (Glockenhaus, Portal, gusseisernem Grabkreuz 19. Jh. und zwei Grabstelen 18. Jh.) | Gotisches, zweijochiges, Kirchenschiff aus Backstein von der zweiten Hälfte des 13. Jahrhunderts mit wie im Chor Kreuzrippengewölbe; eingezogener, quadr. Chor aus Feldstein mit Backsteingiebeldreieck; Sakristei Anbau mit Kuppelgewölbe; Innen: Reste von Wandmalereien am Triumphbogen, frühgotischer Taufstein, Kanzel, Kirchengestühl und die Westempore von 1877, Mehmel-Orgel. | Weitere Bilder                 |

## Quelle
- Denkmalliste des Landkreises Vorpommern-Rügen